# 义位
义位是语义学中能够独立存在、运用的最小意义单位。义位是形成語義場的核心。
义位可以是一个语素所表达的语义，比如英语的复数语素-s ，对应的义位即其语义为[复数化]；也可以是词的抽象表示，如一组动词“滑冰”、“跳”、“转弯”等对应的共同义素为[走]或[移动]，它们都有“以某种方式移动”的义位。
义素指语义学中可识别的最小意义单位，义位由若干个义素组成。义素与义位的关系类似于音素和音位的关系。

## 类型
义位有五种类型，其中两种为本义（明示义、指称义，Denotation），三种为转义（暗示义、隐含义，Connotation）：
1. 本义1：初级本义，如“头”（身体最上面的一部分）；
2. 本义2：次级本义，与其他本义相似，如“头”（船的最前端）；
3. 引申义1：在功能或性质上与本义相似，如“头”（领导人、管理地位）；
4. 引申义2：表示情感，如“蜜”也可形容开心、幸福的情感；
5. 引申义3：表示评价、褒贬，如“狞笑”一般用于描述坏人。

同义词（如所谓的认知同义词和近同义词）的操作定义就取决于这些类型的区别。

## 义位与义项
唐超群 认为：在某种程度上来说，辞书中义项的释文部分所反映的就是“义位”的内容。完整的义项是由释文、书证和用例三个部分组成的，而其中的书证和用例两个部分都不能直接反映“义位”的内容，只起间接地帮助反映“义位”内容的作用。义项和义位不是严格对应的，一个义项至少反映一个义位，而且多数情况下是一对一的关系，但一个义项也常常会反映两个甚至更多的相邻近的义位，这时往往利用书例帮助区别，利用“也指”、“也比喻”、“引申指”等予以标明。“义位”是客观的，“义项”是主观的。
张志毅、张庆云 考察得出：诸多语言学家所说的义位实际上有大中小三种概念：①指一个词的所有义项；②指一个词的一个义项；③指一个义项的语义成分,也称“义素”。

## 其他定义
自从“义素”与“义位”的概念引入中文后，分歧与争论不断，其定义也尚未明确。
梅家驹 认为：义素是词义的成分，通过词义分析得出。因为词义分析几乎可以无穷尽地层层进行，所以义素的数量无法确定。义位是词义的构成单位，通过词义分解得出。义位的数量是可统计的。义位还可进行分析，得出其包含的义素。如“人”是一个义位，“人”与其他动物进行对比时又分析成“会劳动的”“动物”两个义素。 
贾彦德 指出：义位是语义学中大致相当于义项的语义单位。义素是义位的组成部分，是分解义位得到的。如单词“父亲”的义位是“一种近亲属”，分解成“有生育关系的”“男性”几个义素。这种定义较为简单清晰，因此被更多人采用。